# Torna maggio
Torna maggio è il quinto album registrato in studio di canzoni classiche napoletane della cantante Consiglia Licciardi.
Il disco è la terza uscita di una collana di brani classici napoletani iniziata con Passione, collana che porta per titolo “Classica Napoletana”.
Gli arrangiamenti sono di Peppe Licciardi che per la terza volta con Consiglia Licciardi mette su carta questo tipo di arrangiamento oramai collaudato, realizzato con due chitarre classiche, un primo mandolino, un secondo mandolino e una mandola, come da antica musica da camera napoletana e questo mette in risalto tutte le qualità armoniche e il timbro particolarissimo della voce di Consiglia Licciardi.

## Tracce
1. Comme se canta a Napule (E.A. Mario) - 4:46
2. ’O mese d' ‘e rrose (Manlio - Bonavolontà) - 3:02
3. ’O mare ‘e Margellina (A. Califano - Falvo) - 4:16
4. I' te vurria vasà (V.Russo - Di Capua - Mazzucchi) - 6:53
5. Mmiez' ‘o ggrano ( E. Nardella - E.Nicolardi) - 4:45
6. Uocchie c'arraggiunate ( A. Falcone - Fieni - R.Falvo) - 4:38
7. Torna maggio (V.Russo - Di Capua ) - 4:57
8. Core 'ngrato (Cordiferro - Cardillo) - 4:09
9. Ciucculatina mia (G.Pisano - G. Cioffi) - 2:22
10. ’Ngopp' a ll'onne (Fassone - L. Bovio) - 4:47
11. Quanno tramonata ‘o sole ( V.Russo – S.Gambardella) - 3:08
12. Era de maggio ( S. Di Giacomo - M. Costa) - 5:35
13. Torna a Surriento ( G.B. De Curtis – E.De Curtis) - 3:41
14. 'O marenariello ( Ottaviano - S. Gambardella) - 6:01

## Musicisti
- Peppe Licciardi - Chitarra classica
- Gianni Dell'Aversana - Chitarra classica
- Salvatore Esposito - Mandolino e Mandola